# Giovanni Latorre
Giovanni Latorre (Ginosa, 20 settembre 1945) è uno statistico italiano.

## Biografia
Nel 1969 si è laureato in scienze statistiche e demografiche presso l'Università La Sapienza di Roma. Dal 1999 fino al 2013 è stato rettore dell'Università della Calabria. Professore ordinario di Statistica presso la Facoltà di Economia, della quale è stato preside dal 1993 al 1998, in precedenza è stato professore associato di Statistica (1983-1990) e professore incaricato di Statistica Economica (1976-1983), sempre presso la Facoltà di Economia dell'ateneo calabrese. Attualmente è Professore Emerito di Statistica presso il Dipartimento di Economia, Statistica e Finanza “Giovanni Anania” dell'Università della Calabria.
È membro di alcune società scientifiche e associazioni, come la Società Italiana di Statistica, la Royal Statistical Society, l'American Statistical Association, l'International Statistical Institute, l'International Association for Statistical Computing, la Bernoulli Society for Mathematical Statistics and Probability. È inoltre socio attivo del Rotary Club Cosenza Nord.
È cittadino onorario del Comune di Ginosa (TA).